# Imatran Ketterä
Le Imatran Ketterä est un club de hockey sur glace de Imatra en Finlande. Il évolue en Mestis, le deuxième échelon finlandais.

## Historique
Le club est créé en 1957.

## Joueurs

### Numéros retirés
- 9 - Jose Pekkala
- 10 - Ole Renlund
- 24 - Jari Lippojoki